# Prefix telefonic 505 (Statele Unite ale Americii)
Harta de alături este interactivă; dacă plasați cursorul pe o anumită zonă a unui prefix telefonic, puteți accesa direct pagina dedicată acelui prefix (dacă aceasta există).

Prefixul telefonic 505 nord-american face parte din cele folosite în Canada și în Statele Unite ale Americii fiind unul din cele două prefixe telefonice (alături de prefixul 575) folosite în statul New Mexico.
Prefixul telefonic 505, conform originalului, area code 505 este unul din prefixele telefonice originare create pentru Statele Unite ale Americii și Canada în octombrie 1947.  Până la 7 octombrie 2007, a servit pentru o perioadă de 60 de ani întregului stat New Mexico. Actualmente deservește doar nord-vestul și o anumită porțiune centrală, cea mai populată, a statului.

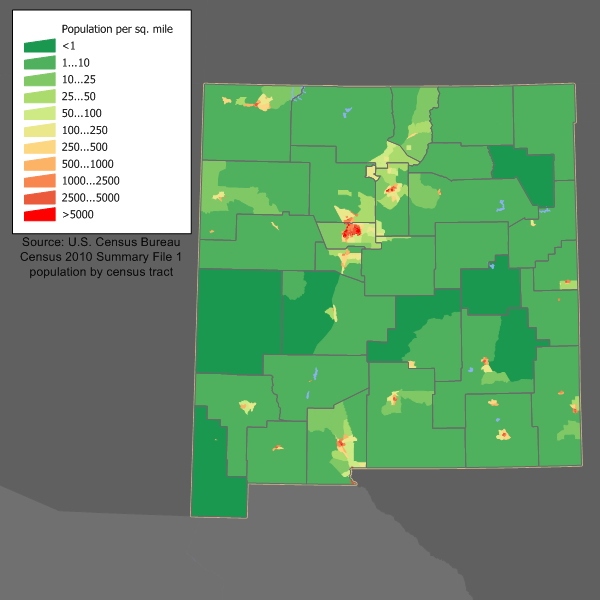
Din compararea hărții interactive cu aceasta, care prezintă densitatea populației din statul, reiese destul de limpede motivul alegerii zonei prefixului 505 la scindare

Datorită necesității crescânde de a avea cât mai multe linii și deci numere telefonice, "vechiul" area code 505 a fost împărțit la 7 octombrie 2007. Partea nord-vestică și centrală a statului New Mexico, incluzând zonele cele mai locuite ale statului, zonele metropolitane din jurul orașelor Albuquerque, Santa Fe și Farmington, continuă să fie deservite de prefixul telefonic 505, în timp ce restului statului i-a fost conferit prefixul telefonic 575. Problema alocării unui alt prefix telefonic statului New Mexico a fost decisă în 2006 de către Comisia de rezolvare [a afacerilor] publice ale statului New Mexico (în original, New Mexico Public Regulation Commission, sau NM PRC), cu un vot foarte strâns, de 3 la 2, în care a contat semnificativ dreptul menținerii prefixului 505 pentru Albuquerque.
Modalitatea concretă de desemnare a zonelor viitorelor două prefixe telefonice a fost una care a creat numeroase probleme și opoziții. Necesitatea scindării prefixului originar 505 și creării unui alt prefix telefonic pentru statul New Mexico fusese evidentă încă de la sfârșitul 1990. Ideea inițială a comisiei statale NM PRC de a schimba prefixul pentru Albuquerque și Santa Fe la cel nou și de a menține "vechiul" prefix 505 pentru restul statului (incluzând zonele orașelor Farmington și Gallup a provocat enormă opoziție vocală, incluzând amenințări cu moartea. De aceea, comisia a amânat procesul de decizie pentru încă câțiva ani buni, și de abia în 2007 a trecut la implementarea hotărârii luate în 2006, care reflectă actuala situație, dar care reprezintă inversul propunerii inițiale.
Ca o simplă observație, se poate menționa grija extremă (aproape paranoidă) a comisiei NM PRC de a evita escaladarea conflictelor legate de desemnarea scindării prefixului 505 în 575 prin alegerea prefixului vacant atunci, 575, care diferă de 505 doar prin cifra zecilor. 
| Prefixele telefonice ale statului american New Mexico sunt 505 și 575.             | Prefixele telefonice ale statului american New Mexico sunt 505 și 575. | Prefixele telefonice ale statului american New Mexico sunt 505 și 575. |
| ---------------------------------------------------------------------------------- | ---------------------------------------------------------------------- | ---------------------------------------------------------------------- |
|                                                                                    | Nord -- 970                                                            |                                                                        |
| Vest -- 928                                                                        | Aceast prefix -- 505                                                   | Est -- 575                                                             |
|                                                                                    | Sud -- 575                                                             |                                                                        |
| Prefixele telefonice ale statului american Arizona sunt 480, 520, 602, 623 și 928. |                                                                        |                                                                        |
| Prefixele telefonice ale statului american Colorado sunt: 303, 719, 720 și 970.    |                                                                        |                                                                        |